# Nouvelle Forteresse
La Nouvelle Forteresse (en italien : Fortezza Nuova), est une fortification de Livourne de la fin du XVIe siècle, dans la province de Livourne en Toscane,.

## Historique
Elle occupe l'ancien Baluardo di San Francesco de la ville pentagonale conçue par Bernardo Buontalenti et incorporait à l'origine également le Baluardo di Santa Barbera, jusqu'à ce qu'il soit en partie démantelé pour faire place au deuxième agrandissement du quartier Venezia Nuova (it). Elle faisait partie du système défensif situé au nord-est de la ville, représenté par le Forte San Pietro (it) et le Rivellino di San Marco, situé entre les deux fortifications, où s'ouvrait l'ancienne Porta San Marco.

### Construction

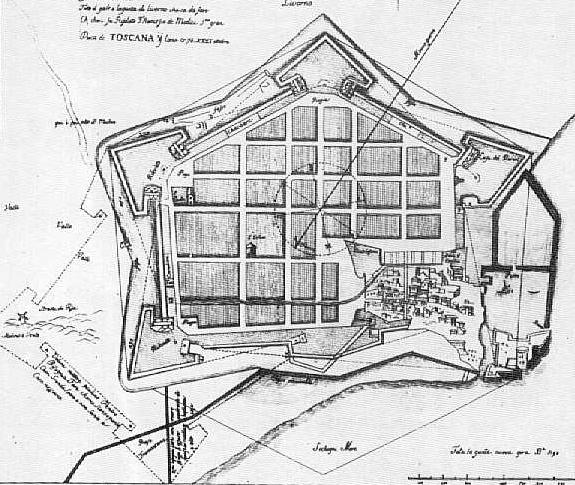
Plan du projet Buontalenti.

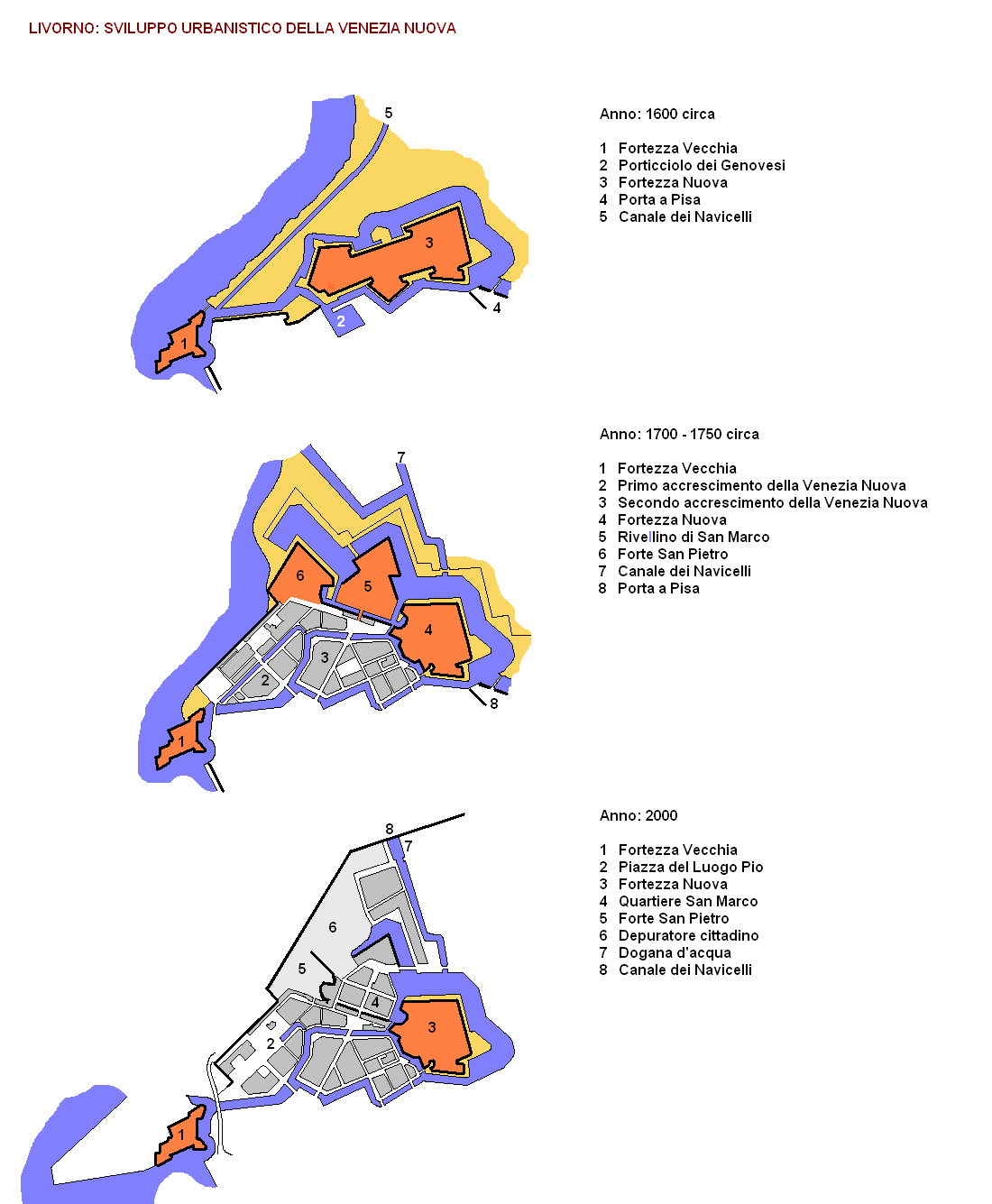
Évolution des travaux.

Sa construction remonte à la fin du XVIe siècle, lorsque l'architecte Buontalenti fut chargé par le gouvernement Médicis d'élaborer un plan pour la nouvelle ville de Livourne. Vers 1576, l'architecte élabore le projet d'une ville fermée par une muraille et un système de fossés pentagonaux ; cependant, le plan n'indiquait pas encore la présence d'une véritable forteresse, mais se limitait au simple tracé d'un circuit fortifié continu, caractérisé par cinq bastions au sommet du pentagone et au centre du côté nord, le sixième étant celui de la Fortezza Vecchia.

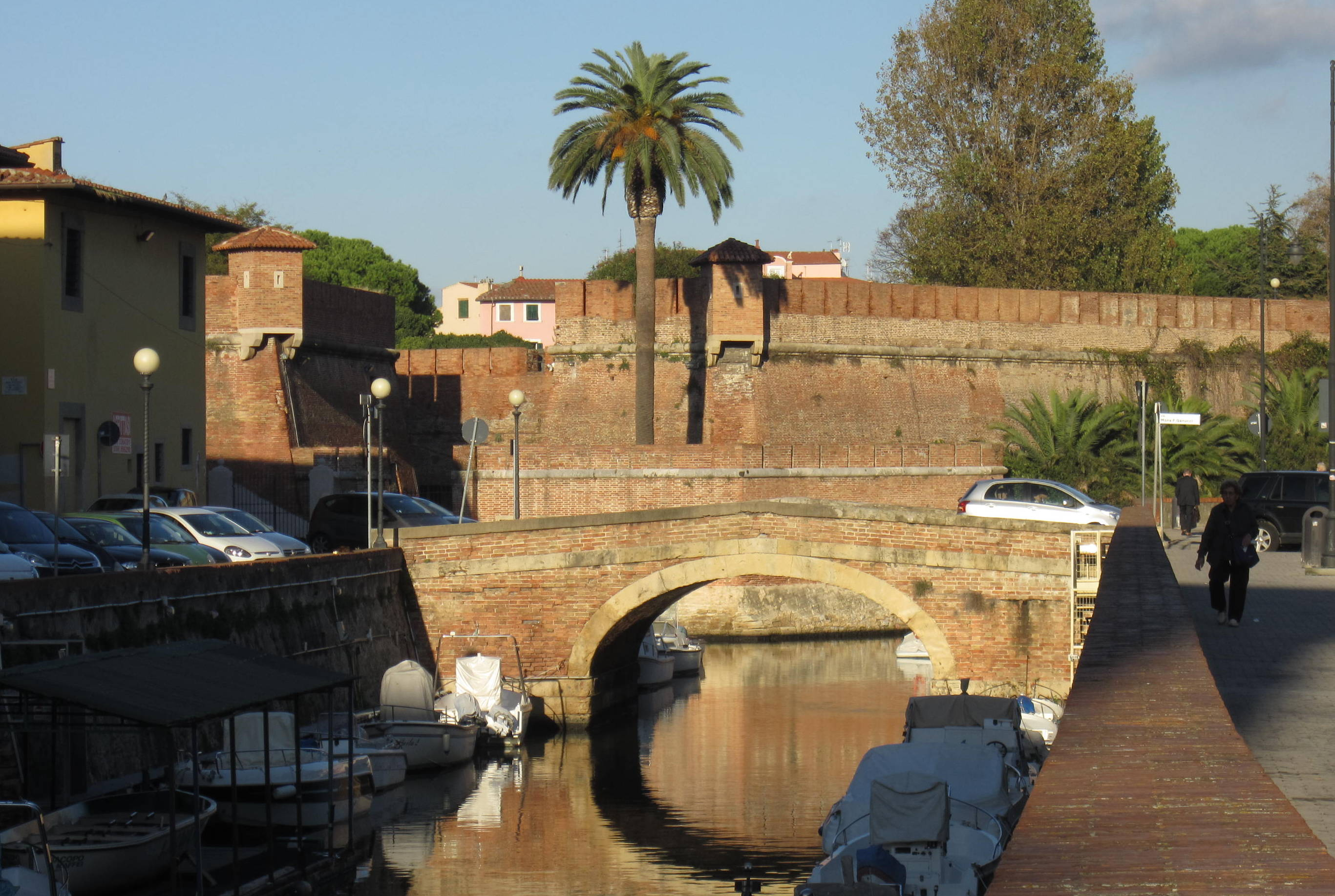
Douve de la forteresse.

En 1577 commencèrent les travaux de construction de la ville et de son système défensif, mais ce n'est que vers 1589 qu'il fut décidé de renforcer l'appareil militaire avec la construction de ce qui sera plus tard appelé la Fortezza Nuova. Le projet est le fruit de la collaboration entre Buontalenti, Don Giovanni de' Medici et d'autres ingénieurs tels que Claudio Cogorano et Alessandro Pieroni. Les travaux commencèrent le 10 janvier 1590 avec la cérémonie de pose de la première pierre adaptant deux bastions du projet de Buontalenti (celui de San Francesco, orienté au nord-est et celui de Santa Barbara, orienté au nord) et se terminèrent en 1604.
Cependant, à la fin du XVIIe siècle, le complexe fut en grande partie démantelé, le réduisant au seul Bastione San Francesco, afin d'obtenir de nouvelles zones de construction au sein de la ville et en démantelant environ les 2/3 de la surface originale. La transformation a conduit à la construction d'un deuxième système défensif adjacent à la forteresse et pour protéger le quartier Venezia Nuova : Forte San Pietro.
Utilisée par la suite comme caserne et entrepôt, la forteresse fut durement touchée par les bombardements aériens pendant la Seconde Guerre mondiale, qui détruisirent la plupart des bâtiments intérieurs. Par la suite, elle a accueilli les personnes déplacées du centre-ville, pour être ensuite transformée en un grand parc public, avec une vue sur les fossés et la Piazza della Repubblica.

## Description
La Nouvelle Forteresse se dresse au milieu d'un grand plan d'eau et est reliée à la ville par un petit pont et quelques jetées mobiles construites ces dernières années. La courtine, pratiquement intacte, a une forme très complexe, avec tous les éléments typiques de l'architecture militaire de l'époque, comme les côtés concaves en retrait, les canonnières sculptées et un ravelin très prononcé vers le plan d'eau.
L'entrée principale est protégée par une clôture défensive surmontée d'échauguettes caractéristiques : à l'origine, il y avait ici un pont-levis, remplacé plus tard par un passage en maçonnerie. Depuis l'enceinte, un tunnel mène au côté en retrait du bastion et aux étages supérieurs du rempart, où se trouvent les ruines de nombreux bâtiments de service, détruits par les derniers événements de guerre et maintenant insérés dans un parc public.
Il y avait une petite église pour la garnison, consacrée à l'Immaculée Conception et officiée par un aumônier jusqu'en 1860. Par une autre cour intérieure, entourée de hauts murs-rideaux équipés de meurtrières, on accède, par un autre tunnel, à un quai qui surplombe un petit quai où arrivaient par voie d'eau le ravitaillement de la garnison. De l'autre côté, s'ouvre encore aujourd'hui une Porta d'acqua qui donne accès aux canaux intérieurs de la ville.
Jusqu'aux premières années du XXe siècle, un canon était placé sur le remblai au centre de la forteresse et tirait pour annoncer midi, en mémoire de la résistance des Livournais dans les journées de mai 1849 contre les troupes d'occupation autrichiennes. Aujourd'hui encore, à l'intérieur de la forteresse, il est possible de trouver un canon de navire pointé vers la nouvelle Porta San Marco des murailles Léopoldine.

## Galerie

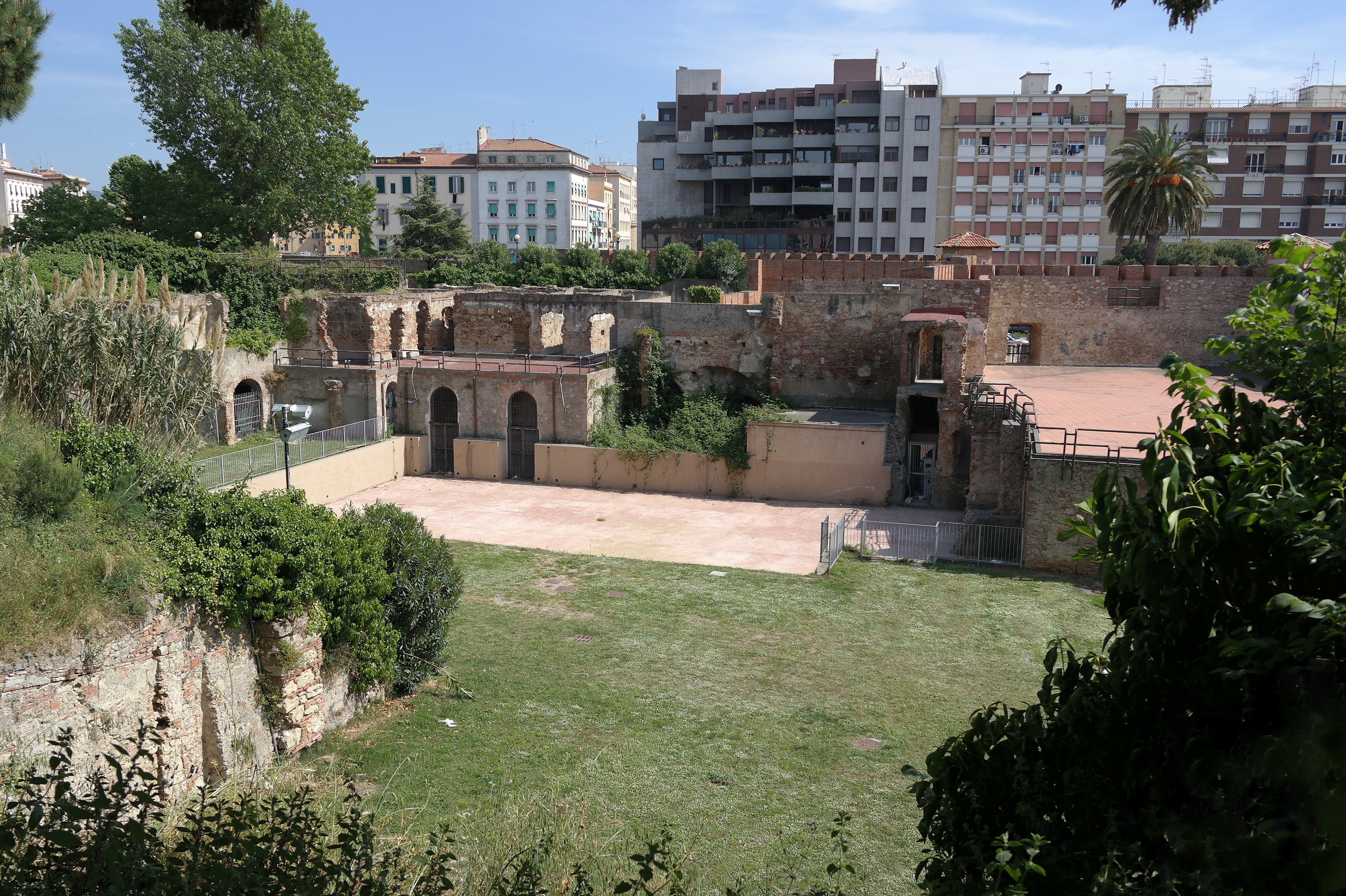
Intérieur de la forteresse.
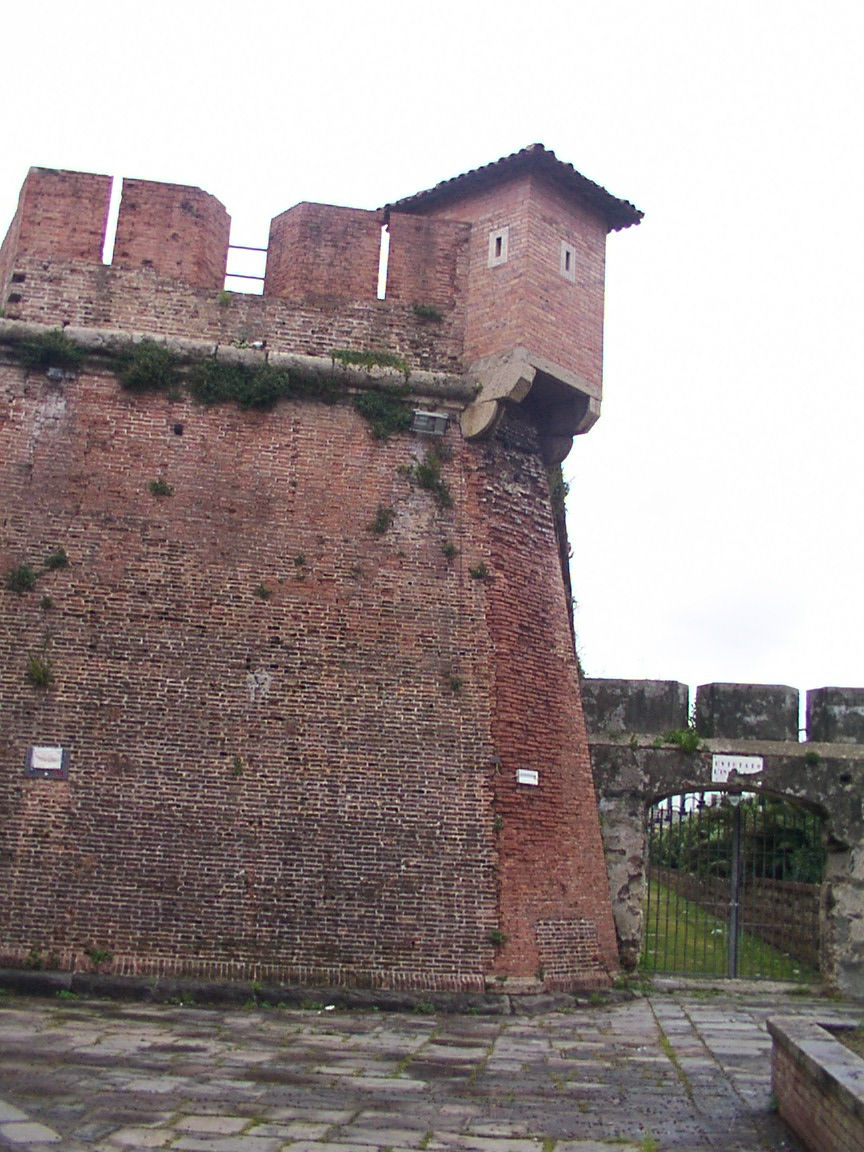
Échauguette d'angle.
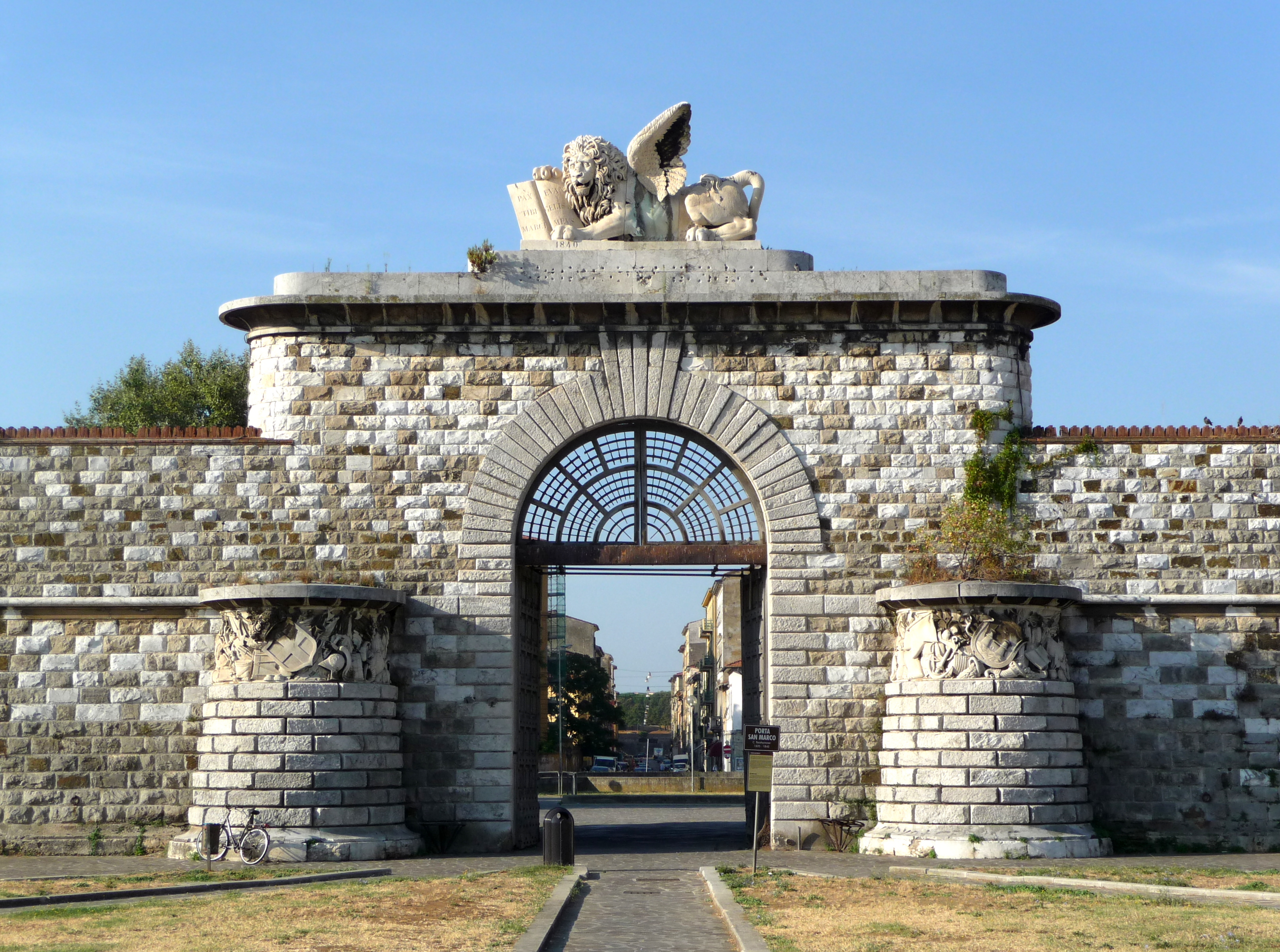
La Porta San Marco.